# Тежупа
Тежупа (порт. Tejupá) — муниципалитет в Бразилии, входит в штат Сан-Паулу. Составная часть мезорегиона Ассис. Входит в экономико-статистический микрорегион Ориньюс. Население составляет 5782 человека на 2006 год. Занимает площадь 296,343 км². Плотность населения — 19,5 чел./км².
Праздник города — 25 апреля.

## Статистика
- Валовой внутренний продукт на 2003 составляет 31.517.753,00 реалов (данные: Бразильский институт географии и статистики).
- Валовой внутренний продукт на душу населения на 2003 составляет 5.650,37 реалов (данные: Бразильский институт географии и статистики).
- Индекс развития человеческого потенциала на 2000 составляет 0,704 (данные: Программа развития ООН).

## География
Климат местности: субтропический. В соответствии с классификацией Кёппена, климат относится к категории Cfb.